# James Pollock

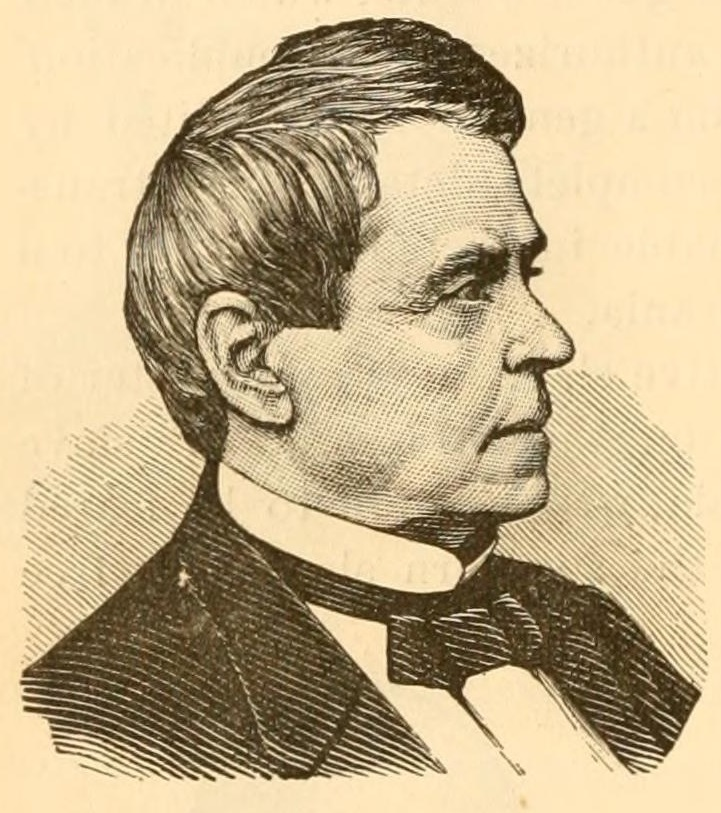
James Pollock

James Pollock (* 10. September 1810 in Milton, Northumberland County, Pennsylvania; † 19. April 1890 in Lock Haven, Pennsylvania) war ein US-amerikanischer Politiker und von 1855 bis 1858 der 13. Gouverneur des Bundesstaates Pennsylvania.

## Frühe Jahre
James Pollock besuchte zunächst die Kilpatrick Private School in Milton. Danach studierte er bis 1831 an der heutigen Princeton University. Nach einem Jurastudium und seiner im Jahr 1833 erfolgten Zulassung als Rechtsanwalt wurde Pollock zunächst in Milton in seinem neuen Beruf tätig. Im Jahr 1836 wurde er stellvertretender Bezirksstaatsanwalt im Northumberland County und danach Richter an einem Berufungsgericht.

## Kongressabgeordneter und Gouverneur
1844 wurde Pollock als Kandidat der Whigs in das US-Repräsentantenhaus in Washington, D.C. gewählt. Dort vertrat er den 13. Wahlbezirk seines Staates zwischen dem 5. April 1844 und dem 4. März 1849. Im Kongress setzte er sich auch für den Bau einer transkontinentalen Eisenbahn ein. Im Jahr 1850 wurde er Vorsitzender Richter im Achten Gerichtsbezirk von Pennsylvania. 1854 wurde er von den Whigs als Kandidat für die anstehenden Gouverneurswahlen nominiert. Bei diesen konnte er den demokratischen Amtsinhaber William Bigler besiegen und das Amt des Gouverneurs erringen. Seinen Wahlsieg verdankte er der Diskussion um den Kansas-Nebraska Act, den Bigler befürwortete und den die Mehrheit der Bürger von Pennsylvania ablehnte. Pollock wurde auch von der so Know-Nothing Party und den Anhängern der Abstinenzbewegung unterstützt.
Pollock trat sein neues Amt am 16. Januar 1855 an. In seiner Amtszeit begann man in Pennsylvania mit dem Verkauf der Staatsanteile an Eisenbahnen und Kanälen. Dadurch konnte der Haushalt entlastet werden. Damals wurde auch ein eigenes Schulministerium geschaffen. Durch eine geschickte Wirtschaftspolitik gelang es ihm, die Auswirkungen der Wirtschaftskrise von 1857 in Grenzen zu halten. James Pollock lehnte im Jahr 1857 eine erneute Kandidatur ab und schied daher am 19. Januar 1858 aus seinem Amt aus.

## Weiterer Lebensweg
Nach dem Ende seiner Gouverneurszeit wurde Pollock wieder als Anwalt tätig. Im Frühjahr 1861 war er Leiter der Delegation aus Pennsylvania zu einer in Washington einberufenen Friedenskonferenz, die in letzter Minute vergeblich versuchte, den Ausbruch des Bürgerkrieges zu verhindern. Nach der Auflösung der Whigs Mitte der 1850er Jahre wechselte Pollock zur Republikanischen Partei. Im Jahr 1861 wurde er von Präsident Abraham Lincoln zum Leiter der United States Mint ernannt. Diese Position behielt er bis 1866. Zwischen 1869 und 1873 war er nochmals in diesem Amt. Er gilt als Erfinder des Mottos „In God we trust“ auf den US-Münzen. Die Zwei-Cent-Münze aus dem Jahr 1864 war das erste Geldstück mit dieser Widmung.
Zwischen 1879 und 1883 war Pollock in der Zollbehörde in Hafen von Philadelphia beschäftigt. Im Jahr 1886 war er Bundeswahlleiter bei den Wahlen dieses Jahres. Pollock war ein religiöser Mensch, der von 1855 bis zu seinem Tod im Jahr 1890 Präsident der American Sunday School Union war. Vor diesem Hintergrund ist auch die erwähnte Widmung „In God we trust“ auf den Münzen zu verstehen. James Pollock starb im April 1890. Er war mit Sarah Ann Hepburn verheiratet, mit der er acht Kinder hatte.